# Шленза (Вроцлав)
Перший спортивний клуб «Шленза» Вроцлав (пол. Pierwszy Klub Sportowy Ślęza Wrocław) — польський футбольний клуб з Вроцлава, заснований у 1945 році. Виступає у Третій лізі. Домашні матчі приймає на стадіоні «Інтакус Парк», місткістю 4 000 глядачів.

## Історія назв
- 1945 — Перший спортивний клуб «Вроцлав»;
- 1949 — Спортивний клуб «Саможондовець»;
- 1949 — Спортивний клуб «Огніво»;
- 1955 — Перший спортивний клуб «Влоцлавія»;
- 1956 — Перший спортивний клуб «Шленза» Вроцлав;
- 2006  — Спортивне товариство «Інтакус Шленза» Вроцлав;
- 2009 — Спортивне товариство «Шленза» Вроцлав;
- 2012 — Перший спортивний клуб «Шленза» Вроцлав.